# برايان هنتر (لاعب كرة قاعدة)
برايان هنتر (بالإنجليزية: Brian Hunter)‏ هو لاعب كرة قاعدة أمريكي، ولد في 25 مارس 1971 في بورتلاند في الولايات المتحدة.

## وصلات خارجية
- برايان هنتر على موقع دوري كرة القاعدة الرئيسي (الإنجليزية)
- برايان هنتر على موقعبيزبول رفرنس.كوم (الدوري الرئيسي) (الإنجليزية)
- برايان هنتر على موقعبيزبول رفرنس.كوم (الدوري الثانوي) (الإنجليزية)
- برايان هنتر على موقع إي إس بي إن.كوم (أم.أل.بي) (الإنجليزية)
- برايان هنتر على موقع مشجعي الرسوم البيانية (الإنجليزية)